# Valeria Sabel
Valeria Sabel, née le 7 avril 1928 à Filandari (Calabre) et morte le 18 août 2009 à Rome (Latium), est une actrice italienne.
Elle a joué dans plus de soixante films entre 1964 et 2009, le plus souvent dans des rôles mineurs. Elle a joué à deux reprises chez Mario Bava (Baron vampire et Une nuit mouvementée), elle a le rôle protagoniste de la tante dans Quartiere de Silvano Agosti et elle est Sœur Vincenza dans Le Parrain III de Francis Ford Coppola.

## Biographie
Actrice dotée d'une solide formation théâtrale, elle fait ses débuts à la télévision en 1964 dans le rôle de Donna Fifì Margarone dans le téléfilm Mastro Don Gesualdo et fait ensuite partie de la distribution de La cittadella, aux côtés d'Alberto Lupo, un drame dans lequel elle est dirigée par Anton Giulio Majano.
Au cinéma, elle a été actrice de caractère dans de nombreux films de genre (musicarelli, comédies à l'italienne, poliziotteschi, westerns spaghetti, etc.)
Valeria Sabel, après une longue carrière au théâtre, au cinéma et à la télévision, est décédée en 2009, peu après avoir participé au feuilleton C'era una volta la città dei matti...,.
Après sa mort, la commune de Castel Giorgio, dans la province de Terni, où l'actrice résidait à certaines périodes de l'année, a décidé de créer, avec la collaboration de la FITA - Federazione Italiana Teatro Amatori, un prix en sa mémoire.

## Filmographie

### Actrice de cinéma
- 1966 : Navajo Joe de Sergio Corbucci : Hannah Lynne
- 1968 : Zum zum zum (Zum Zum Zum - La canzone che mi passa per la testa) de Sergio Corbucci : Mother of Ferruccio Vincenzi
- 1969 : Sais-tu ce que Staline faisait aux femmes ? (Sai cosa faceva Stalin alle donne?) de Maurizio Liverani : Aldo's lover
- 1969 : Una breve stagione de Renato Castellani : La cameriera d'albergo
- 1970 : W le donne d'Aldo Grimaldi : Simonetta's Mother
- 1969 : Zum Zum Zum 2 (it) de Bruno Corbucci : Stefania
- 1969 : Il ragazzo che sorride d'Aldo Grimaldi
- 1972 : Baron vampire (Gli orrori del castello di Norimberga) de Mario Bava : Martha Hummel
- 1972 : Une nuit mouvementée (Quante volte... quella notte) de Mario Bava
- 1973 : Amore e ginnastica (it) de Luigi Filippo D'Amico
- 1973 : Nous voulons les colonels (Vogliamo i colonnelli) de Mario Monicelli : Rina - Di Cori's wife
- 1973 : Rue de la violence (Milano trema: la polizia vuole giustizia) de Sergio Martino : Del Buono's Wife
- 1974 : L'Invention de Morel (L'invenzione di Morel) d'Emidio Greco
- 1974 : E cominciò il viaggio nella vertigine de Toni De Gregorio (it) : Zinaida
- 1976 : Hanno ucciso un altro bandito de Guglielmo Garroni (de) :  Madre di Orfeo
- 1977 : Caresses bourgeoises (Una spirale di nebbia) d'Eriprando Visconti : Cecilia
- 1977 : Un juge en danger (Io ho paura) de Damiano Damiani : Moglie del giudice Massimi
- 1979 : Improvviso d'Edith Bruck
- 1985 : Mes chers amis 3 (Amici miei atto III) de Nanni Loy : Anna Migliari
- 1987 : Quartiere de Silvano Agosti : la zia
- 1987 : Renegade d'Enzo Barboni : Rachel
- 1990 : Le Parrain, 3e partie (The Godfather - Part III) de Francis Ford Coppola : Sister Vincenza
- 1992 : Maledetto il giorno che t'ho incontrato de Carlo Verdone : Madre di Bernardo
- 1993 : Per amore, solo per amore de Giovanni Veronesi : Sara
- 1996 : Va où ton cœur te porte (Va' dove ti porta il cuore) de Cristina Comencini : Elsa Razman
- 1999 : Il guerriero Camillo de Claudio Bigagli
- 2001 : Luce dei miei occhi de Giuseppe Piccioni : Old woman
- 2003 : Ti spiace se bacio mamma? (it) d'Alessandro Benvenuti : Cia
- 2005 : La guerra di Mario d'Antonio Capuano : Nonna
- 2006 : Non prendere impegni stasera (it) de Gianluca Maria Tavarelli (it) : Medium
- 2009 : Giulia non esce la sera de Giuseppe Piccioni : Donna Anziana

### Actrice de télévision
- 1964 :  Mastro Don Gesualdo (Mini-série télévisée) : Donna Fifì Margarone
- 1964 : La cittadella (Mini-série télévisée) : Mrs. Deedman
- 1968 : Il mondo di Pirandello (Série télévisée) : Dorina
- 1968 : Le inchieste del commissario Maigret (Série télévisée) : La madre di Justin
- 1969 : Il triangolo rosso (Série télévisée)
- 1969 : Geminus (Série télévisée) : La direttrice del museo
- 1969 : La famiglia Benvenuti (Série télévisée) : Signora Calderoni
- 1970 : La lutte de l'homme pour sa survie (Série télévisée)
- 1974 : Orlando furioso (Mini-série télévisée) : Una dama
- 1979 : Il filo e il labirinto (Mini-série télévisée) :  Padrona di casa
- 1980 : Gelosia (Mini-série télévisée) : Orsola
- 1982 : Mia figlia (Mini-série télévisée) : Prof.ssa Musiani
- 1983 : Giovanni, da una madre all'altra (Mini-série télévisée) : Giudice
- 1984 : Le vignoble des maudits (Mini-série télévisée) : Bettina
- 1989 : Un enfant en fuite (it) (Un bambino in fuga)  (Mini-série télévisée) : Maria Caruso (3 episodes)
- 1990 : Villa Arzilla :  Irina (15 episodes)
- 1998 : Professione fantasma (série télévisée) : Nonna Evelina (1 episode)
- 1997 : Un prete tra noi  (série télévisée)
- 2001 : Il maresciallo Rocca (série télévisée)  : Tommy (16 episodes)
- 2001 : Turbo (série télévisée) :  (1 episode)
- 2003 : Il bello delle donne : Sig.ra Infiore  (7 episodes)